# UFC 37
UFC 37: High Impact foi um evento de artes marciais mistas promovido pelo Ultimate Fighting Championship ocorrido em 10 de maio de 2002 no CenturyTel Center em Bossier City, Louisiana. A luta principal foi entre Murilo Bustamante e Matt Lindland, pelo Cinturão Peso Médio do UFC.

## Resultados
Nota 1 Pelo Cinturão Peso Médio do UFC. Bustamante finalizou Lindland com uma chave de braço, e soltou quando sentiu o adversário bater, seguido de um grito de John McCarthy mandando parar. Lindland disse que não havia batido, que polemicamente reiniciou a luta. O que fez a luta ficar famosa por "duas finalizações". Bustamante foi destituído do título em outubro de 2002 por assinar com o Pride FC.

Nota 2 Radach foi declarado o vencedor por nocaute técnico aos 0:27 do primeiro round, mas a luta foi depois alterada para Sem Resultado.

## Ligações Externas
- Página oficial do UFC

1. ↑  Nota 1
2. ↑  Nota 2